# Do (Hadžići, BiH)
Do je naselje u općini Hadžići, Federacija BiH, BiH.

## Stanovništvo
Nacionalni sastav stanovništva 1991. godine, bio je sljedeći:
ukupno: 110
- Srbi - 90 (81,81%)
- Hrvati - 13 (11,81%)
- Jugoslaveni - 2 (1,81%)
- ostali, neopredijeljeni i nepoznato - 5 (4,54%)